# Stephen J. Davis
Stephen J. Davis (* 2. Februar 1966) ist ein US-amerikanischer Religionswissenschaftler.

## Leben
Er erwarb an der Princeton University den A.B. in Englischer Literatur 1988, an de Duke University den M.Div. 1992, und an der Yale University M.A. (1993), M.Phil. (1995), Ph.D. (1998) in Religionswissenschaft. Er ist seit 2008 Professor für Religionswissenschaft an der Yale University.
Er ist spezialisiert auf die Geschichte des alten und mittelalterlichen Christentums mit besonderem Schwerpunkt auf dem östlichen Mittelmeerraum und dem Nahen Osten.

## Schriften (Auswahl)
- The cult of Saint Thecla. A tradition of women's piety in late antiquity. Oxford 2001, ISBN 0-19-827019-4.
- Coptic Christology in practice. Incarnation and divine participation in late Antique and Medieval Egypt. Oxford 2008, ISBN 0-19-925862-7.
- Christ Child. Cultural memories of a young Jesus. New Haven 2014, ISBN 978-0-300-14945-6.
- Monasticism. A very short introduction. Oxford 2018, ISBN 0-19-871764-4.